# Epiphragma (Eupolyphragma) triarmatum
Epiphragma (Eupolyphragma) triarmatum is een tweevleugelige uit de familie steltmuggen (Limoniidae). De soort komt voor in het Oriëntaals gebied.